# 地松鼠
地松鼠族（学名：Marmotini），又稱黃鼠族或旱獭族，是松鼠科（Sciuridae）中，包括旱獺（Marmota），以及與旱獺親緣關係最接近的多種地棲囓齒類，在分類上合為一族。

## 属
本族包括以下属：
- 羚松鼠屬 Ammospermophilus
- Arctomyoides（化石）
- Callospermophilus
- 草原犬鼠 Cynomys
- 花鼠属 Eutamias
- Ictidomys
- 旱獺屬 Marmota
- Miospermophilus（化石）
- 花栗鼠属 Neotamias
- Notocitellus
- Nototamias（化石）
- Otospermophilus
- Paenemarmota（化石）
- Palaearctomys（化石）
- Palaeosciurus（化石）
- Poliocitellus
- Protospermophilus（化石）
- 岩松鼠屬 Sciurotamias
- Spermophilinus（化石）
- 美洲黃鼠屬 Spermophilus
- 花栗鼠属 Tamias
- 旱地黄鼠属 Xerospermophilus
- Urocitellus

## 外部連結
- About California Ground Squirrels